# LimeSurvey
LimeSurvey est un logiciel d'enquête statistique, de sondage, et de création de formulaires en ligne. Il permet aux utilisateurs, enquêteurs et statisticiens, de publier des questionnaires, sur le Web ou les téléphones mobiles, pour en collecter les réponses.
Anciennement nommé PHPSurveyor, LimeSurvey est un logiciel libre écrit en PHP qui repose sur une base de données (MySQL, PostgreSQL ou Microsoft SQL Server).

## Fonctionnalités de bases
LimeSurvey est un système de gestion de contenu web et doit donc être installé sur un ordinateur distant appelé serveur web ; cet aspect technique, transparent pour l'utilisateur, nécessite l'intervention d'une personne sachant l'installer et l'administrer.
Après son installation, l'utilisateur peut gérer LimeSurvey à partir d'une interface web. Il peut utiliser un éditeur de texte complet pour rédiger ses questions et ses messages, et il peut également intégrer images et vidéos dans son enquête (sondage ou étude). Le plan et le design de celles-ci peuvent être modifiés en changeant le modèle. Le modèle peut être modifié grâce à un éditeur HTML de type WYSIWYG.
De plus, les modèles peuvent être facilement importés et exportés à travers l'éditeur de modèles. Une fois qu'une enquête (sondage ou étude) est terminée, l'utilisateur peut l'activer, ce qui la rend disponible pour tous. De la même manière, il est possible d’importer et exporter les questions à travers l'éditeur d'interface. LimeSurvey permet de créer autant de sondages que l'utilisateur le désire. Il n'y a pas non plus de limite sur le nombre de participants invités. À part les contraintes techniques et pratiques, il n'y a pas non plus de limites sur le nombre de questions que chaque sondage peut avoir.
Les questions sont ajoutées par groupe. Les questions d'un même groupe sont affichées sur une même page. Les enquêtes (sondages ou études) peuvent contenir de nombreux types de questions, lesquelles peuvent être de différents types : listes, choix multiples, texte, numériques, ainsi que de simples réponses par « oui » ou « non ». Les questions peuvent être organisées par des flèches, avec comme option, des questions sur un axe basés sur l'autre axe. Les questions peuvent aussi dépendre de réponses aux questions précédentes. Par exemple, un votant peut répondre à une question concernant les transports s'il a répondu par l'affirmatif à une question à propos d'un emploi.

## Fonctionnalités avancées
LimeSurvey offre également la possibilité d'utiliser des fonctionnalités avancées. On peut obtenir les résultats de ses sondages, enquêtes ou études sous forme de statistiques ou bien de graphiques. Les sondages, enquêtes ou études peuvent soit être ouverts au public ou bien limités à des participants invités, ceux-ci peuvent être anonymes ou bien LimeSurvey peut détecter leur adresses IP.

## Hébergement
De nombreux hébergeurs web proposent l'hébergement de LimeSurvey, que cela soit une installation personnalisée ou par l'intermédiaire d'un panneau de contrôle, comme cPanel avec Fantastico, Plesk et Virtualmin Professionnel. 
LimeSurvey est aussi porté au sein de solutions logiciels de type système de gestion de contenu comme Wordpress, drupal, PostNuke, XOOPS.
LimeSurvey fonctionne normalement avec tous les hébergeurs web s'ils disposent de PHP version 5.3 minimum et d’une base de données (habituellement de type MySQL). LimeService, le service géré par le développeur principal de LimeSurvey, permet de disposer d’une installation de LimeSurvey prête à l'emploi.

## Caractéristiques internationales
LimeSurvey est disponible en plus de 80 langues et dialectes et utilise un codage des caractères UTF-8. Les principales langues incluses sont : albanais, allemand, anglais, basque, chinois, croate, danois, espagnol, finnois, français, galicien, grec, hébreu, hongrois, italien, japonais, néerlandais, portugais, russe, serbe, slovène, suédois. Il existe bien d'autres traductions partielles. La gestion des traductions se fait sur le site translate.limesurvey.org.

## Utilisations
LimeSurvey peut avoir plusieurs utilisations. Il permet à l'utilisateur de créer et d'héberger des sondages de qualité, utiles pour rassembler des données. Il peut être utilisé pour des sondages de marketing afin de collecter des informations à propos des clients ou alors pour faire des tests psychologiques. Des utilisations plus créatives de sondages tel que des formulaires pour des produits gratuits, pour par exemple les utiliser comme tests de théorie pour les auto-écoles.
LimeSurvey est utilisé par de nombreuses organisations, telles que le Austrian Vorarlberg State Government, et d'autres organisations de logiciels libres telles que OpenOffice.org, Ubuntu et GNOME.

## Historique
LimeSurvey est inscrit comme projet sur SourceForge.net sous le nom de PHPSurveyor le 20 février 2003 ; il est écrit par un développeur australien nommé Jason Cleeland. La première version publique, la version 0.93, est publiée le 5 mars 2003. Le projet est ensuite rapidement utilisé par un grand nombre d'utilisateurs grâce au développement de fonctionnalités avancées telles que les systèmes de conditions, de jetons et de modèles.
En 2006 le projet est confié à Carsten Schmitz, un chef de projet IT néerlandais. Le 17 mai 2007 le nom du projet est changé de PHPSurveyor en LimeSurvey pour simplifier le mode de licence en n'incluant plus le terme PHP dans le nom. Le 29 novembre 2007 LimeSurvey remporte le premier prix du concours Les Trophées du Libre dans la catégorie « Gestion d'entreprise ». 
En 2017, il y a près de 100 contributeurs au projet, les plus actifs étant Carsten Schmitz (Hambourg), Jason Cleeland (Melbourne), Louis Gac (Hambourg), Denis Chenu (Roubaix), Olle Härstedt (Hambourg). L'entreprise, basée à Hambourg, compte 5 employés: Carsten Schmitz (PdG & développeur), Louis Gac (développeur), Olle Härstedt (développeur), Markus Flür (développeur et service à l'utilisateur), Stuart Kondziella (marketing).

### Version 1.92
L'avancée majeure de la version 1.92 est l'ajout d'un gestionnaire d'expression permettant d'utiliser l'ensemble des réponses dans un questionnaire et d'effectuer des calculs complexes pour l'affichage des textes et les conditions.

### Version 2.0
LimeSurvey 2.0 est une réécriture complète de l'application se basant sur l'expérience acquise lors du développement et de l'utilisation des précédentes versions de LimeSurvey:
- Réécriture complète du code dans le but de le rendre plus flexible et modulable ainsi que d'améliorer la documentation technique,
- Création d'un système de template plus robuste, avec une séparation du contenu et de la présentation, permettant de modifier le code HTML du cœur de LimeSurvey,
- Utilisation du framework Yii,
- Export dans différents formats : CSV, XLS, XML, PDF, PPT, ODF, rapports spécialement conçus pour les outils d'analyse externes, etc., afin de pouvoir traiter les données plus facilement. L'export de statistiques est inclus.
- Amélioration des fonctions utilisateur (pour la visualisation et l'édition des résultats).
- Ajout d'un système de plugin en cours d'évolution.
- Amélioration des conditions (contenu, groupes, données des participants, invisible).
- Interface-utilisateur ergonomique entièrement repensée à l'aide d'AJAX et des fonctionnalités Web 2.0.
- Utilisation de PHP5.

### Version 2.05
L'ajout principal sur cette fonctionnalité, en dehors de nombreuses autres améliorations est l'ajout d'un système d’événement où des extensions peuvent intervenir. Les événements disponibles sont documentés dans le manuel de Limesurvey. Certaines extensions étant référencées sur le site de Limesurvey ou sur le manuel.

### Version 2.50 (2016)
La version 2.50, sortie en janvier 2016, entraine de grands changements visuels. Les modèles inclus dans LimeSurvey sont basés sur le framework bootstrap et permet une meilleure adaptation selon l'écran, la partie administration a reçu elle aussi de profondes modifications. À noter que la gestion des modèles public en Responsive Web Design était assuré par des modèles développés , par des développeurs externes à l'entreprise LimeSurvey. Le système de mise à jour automatique devient payant. 
Cette nouvelle version n'a pas satisfait l'ensemble de la communauté, certains utilisateur préférant rester sur la version 2.06, une version 2.06lts (support à long terme) est distribué en parallèle. Une 2e version 2.06 existant en parallèle.

## Identité visuelle

Ancien logo.
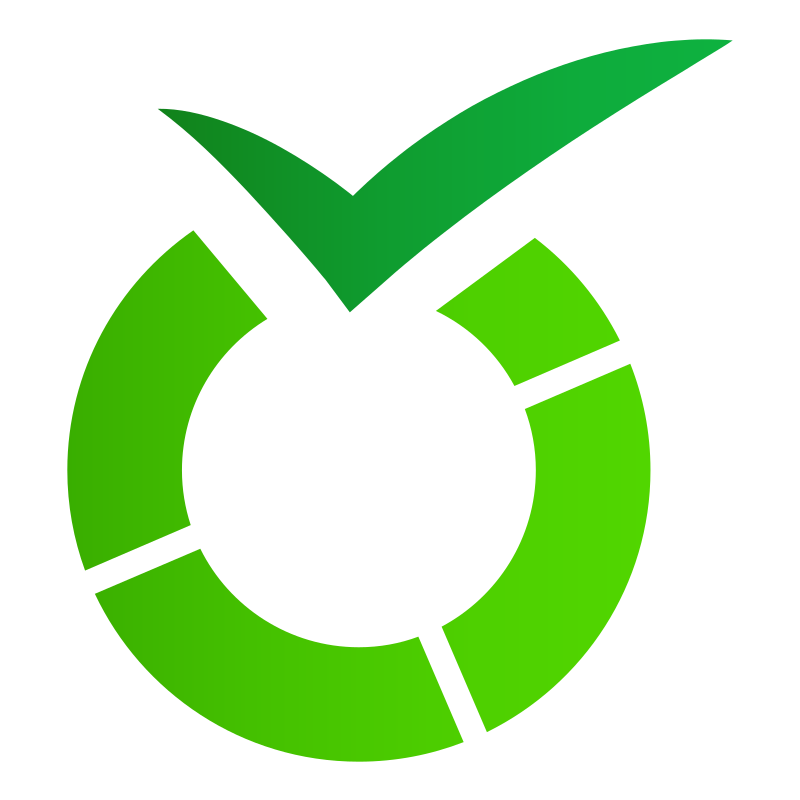
Logo actuel.

## Anecdotes
LimeSurvey est classé en tête de liste sur SourceForge.net, avec un rang de 99 sur plus de 100 000 projets au 4 juin 2008. Il a été téléchargé plus de 200 000 fois et son développement au niveau de "5 - Production/Stable, 6 - Mature".
Depuis le 21 janvier 2012, LimeSurvey est développé sur GitHub.
Lors de l'Élection présidentielle américaine 2004, la Fondation de vérification des Votes (Verified Voting Foundation) a utilisé PHPSurveyor pour recueillir des données sur les irrégularités de vote. Il identifie plus de 13 500 incidents dans les 10 premières heures de vote et est sélectionné comme outil pour leur système de notification des incidents lors des élections.
La traduction coréenne a été réalisée par l'unité de police Cyber Crime de Corée du Sud.
LimeSurvey est utilisé dans de nombreux instituts supérieurs pour permettre aux personnels et aux étudiants de gérer leurs propres enquêtes.